# 郑熙泰
郑熙泰（韓語：정희태，1974年7月5日—），韩国男演员。第一部出演作品为2000年的电影《剪刀》，2002年出演金基德导演执导的《海岸线》正式出道，此后20年间在舞台剧、电视剧和电影领域持续活跃，在影视作品中多数出演配角。代表电视剧有《我心中的花雨》、《爸爸好奇怪》、《Radio Romance》及《財閥家的小兒子》等作品。

## 演出作品

### 电视剧
- 2003年：MBC《最佳剧场（朝鲜语：베스트극장）—獬豸的犄角（朝鲜语：해치의 뿔）》
- 2003年：SBS《天國的階梯》
- 2007年：MBC《在我身邊》饰演 河教授
- 2008年：MBC《愛的謊言》饰演 安秘书
- 2009年：MBC《一枝梅歸來》饰演 乌多
- 2010年：KBS1《戰友》饰演 人民军元哲
- 2011年：SBS《天堂牧場》饰演 朴珍英公司的代表
- 2011年：MBC《能聽見我的心嗎？》饰演 警察
- 2011年：KBS1《廣開土太王》饰演 巴特尔
- 2012年：SBS《電視劇帝王》饰演 金东天
- 2013年：MBC《金子輕鬆出來吧》饰演 吴尚久
- 2014年：KBS1《鄭道傳》饰演 李崇仁（朝鲜语：이숭인）
- 2014年：tvN《未生》饰演 郑熙硕
- 2015年：KBS2《Blood》饰演 崔佑植
- 2015年：KBS2《依然綠茵的日子》饰演 郑满洙
- 2015年：KBS2《议会》饰演 林奎泰
- 2015年：KBS2《KBS Drama Special - 陌生童话》饰演 基风
- 2015年：MBC《甜蜜殺氣的家族》
- 2016年：KBS2《武林學校》饰演 金大浩
- 2016年：KBS2《我心中的花雨》饰演 李秀昌
- 2016年：KBS2《Beautiful Mind》饰演 朴洙范
- 2016年：KBS2《KBS Drama Special - 快乐我的家》饰演 医生
- 2017年：KBS2《爸爸好奇怪》饰演 姜宇燮
- 2017年：SBS《操作》饰演 朴镇宇
- 2017年：OCN《救救我》饰演 流浪汉
- 2017年：KBS2《魔女的法庭》饰演 世娜的父亲/警察
- 2017年：JTBC《The Package》饰演 金科长
- 2017年：网络剧《Fly High》饰演 搜查官
- 2018年：KBS2《Radio Romance》饰演 安奉燮
- 2018年：tvN《陽光先生》飾演 警务司
- 2018年：JTBC《Life》饰演 徐智勇
- 2018年：SBS《胸腔外科－盜取心臟的醫生們》饰演 李大英
- 2019年：KBS2《鄰家律師趙德浩2：罪與罰》饰演 朴检察官
- 2019年：tvN《自白》饰演 徐根杓
- 2019年：SBS《17歲的條件》饰演 瑞妍的父亲
- 2019年：tvN《清日電子李小姐》饰演 黄志尚
- 2019年：OBS《救救我！甘代理》饰演 男部长
- 2020年：MBC《Kairos》饰演 朴周明（特别出演）
- 2020年：JTBC《Hush》饰演 徐宰元（特别出演）
- 2021年：tvN《Navillera》饰演 荣日
- 2021年：KBS2《五月的青春》饰演 中年金庆秀（第1、11集特别出演）
- 2021年：SBS《Racket少年團》饰演 洪政铉（特别出演）
- 2021年：JTBC《孔雀都市》饰演 杨元禄
- 2022年：ENA《非常律師禹英禑》饰演 记者（特别出演）
- 2022年：Disney+《舊案尋兇》饰演 李正范
- 2022年：JTBC《財閥家的小兒子》饰演 李恒材
- 2023年：ENA《有院子的家》飾演 道京
- 2023年：Disney+《舊案尋兇2》饰演 李正范
- 2023年：KBS2《Drama Special－高溫預警》飾演
- 2023年：U+Mobietv《High Cookie》饰演 柳镇哲
- 2024年：tvN《不可能的婚禮》飾演 金民燮
- 2024年：tvN《The Auditors監察》飾演 姜日權（特別出演）[5]
- 2024年：TVING《或好或壞的東載》飾演 朱定基
- 2025年：Netflix《無赦之仇》飾演 金尚錫

### 电影
- 2000年：《剪刀》饰演 青年
- 2002年：《海岸线（朝鲜语：해안선 (영화)）》饰演 队员
- 2003年：《我的野蛮女老师（朝鲜语：동갑내기 과외하기）》饰演 家门口的警察
- 2003年：《洋槐（朝鲜语：아카시아 (2003년 영화)）》饰演 成俊
- 2003年：《伟大的遗产（朝鲜语：위대한 유산 (2003년 영화)）》饰演 吴刑警
- 2004年：《木埔是港口（朝鲜语：목포는 항구다）》饰演 巷子里的小混混
- 2004年：《骗子（朝鲜语：라이어 (2004년 영화)）》饰演 记者
- 2004年：《我男朋友的罗曼史》饰演 烫发的男子
- 2004年：短篇电影《床上表演》饰演 拉吉
- 2005年：《拉面人生（朝鲜语：파송송 계란탁）》饰演 警察
- 2005年：《大胆家族（朝鲜语：간 큰 가족）》饰演 五金店的男子
- 2005年：《谈情说爱（朝鲜语：러브 토크）》饰演 全圣浩
- 2005年：短篇电影《串门》饰演 儿子
- 2006年：《向我的青春高喊（朝鲜语：내 청춘에게 고함）》饰演 结婚的校友
- 2006年：《无道里（朝鲜语：무도리）》饰演 泰元
- 2008年：《冰咖啡》饰演 大洙
- 2011年：《寻鬼声》饰演 弼宇
- 2011年：《伤疤》饰演 尚协
- 2011年：短篇电影《加害者》
- 2011年：短篇电影《毒蛙》
- 2012年：《去蜜月岛的路（朝鲜语：밀월도 가는 길）》饰演 失物招领中心工作人员
- 2012年：《致母亲》饰演 俊燮
- 2012年：《26年》饰演 航站楼科长
- 2012年：短篇电影《她》
- 2012年：《7號房的禮物》饰演 朴班长
- 2013年：《蒙太奇》饰演 监听组
- 2013年：短篇电影《韩服者》饰演 朴东燮
- 2013年：短篇电影《猫》饰演 智雄的父亲
- 2014年：《不標準情人》饰演 泰日医生
- 2014年：《10分（朝鲜语：10분 (2013년 영화)）》饰演 卢祖志
- 2014年：《新村丧尸漫画（朝鲜语：신촌좀비만화）》饰演 关系者
- 2014年：《魔女》饰演 世英的父亲
- 2014年：《设计（朝鲜语：설계 (영화)）》饰演 宗秀
- 2014年：《未成年（朝鲜语：미성년 (2014년 영화)）》饰演 正装男子
- 2014年：《从北方来的旅行者》饰演 中国男子
- 2016年：《Luck Key》饰演 金弼奎
- 2017年：《暴力的种子（朝鲜语：폭력의 씨앗）》饰演 朴科长（特别出演）
- 2017年：《7号室（朝鲜语：7호실）》饰演 当铺职员
- 2018年：《春天的街道（朝鲜语：봄이가도）》饰演 父亲
- 2018年：短篇电影《人事3组的胶囊咖啡（朝鲜语：인사3팀의 캡슐커피）》
- 2018年：《串门》饰演 李秉焕
- 2018年：短篇电影《陌生人》
- 2019年：《海浪之地（朝鲜语：파도치는 땅）》饰演 荣基
- 2019年：《小委託人》饰演 东哲
- 2019年：《真犯（朝鲜语：진범 (영화)）》饰演 郑律师
- 2019年：《加油吧！李先生（朝鲜语：힘을 내요, 미스터 리）》饰演 警察
- 2020年：《邻居（朝鲜语：이웃사촌）》饰演 韩秘书
- 2021年：《酸酸甜甜愛上你》饰演 部长（友情出演）
- 2022年：短篇电影《封闭的世界和朋友们》饰演 哲运
- 2025年：《无业游民公寓》饰演 保安[6]

### 舞台剧
- 2015年：《爱好的房间》饰演 水泽
- 2019年：《读心术士》饰演 罗子光
- 2022年：《假面山庄杀人事件》饰演 信彦

## 奖项纪录
| 年份   | 颁奖礼      | 奖项                      | 作品             | 结果 | 备注  |
| ------ | ----------- | ------------------------- | ---------------- | ---- | ----- |
| 2016年 | KBS演技大奖 | 日日剧部门 男子优秀演技奖 | 《我心中的花雨》 | 提名 | [ 7 ] |